# Семеновское (Заволжское сельское поселение)
Семёновское — деревня в Ярославском районе Ярославской области. Входит в состав Заволжского сельского поселения.

## География
Находится в восточной части Ярославской области на расстоянии приблизительно 10 км на север-северо-восток по прямой от станции Филино.

## История
В 1859 году здесь (деревня Ярославского уезда Ярославской губернии) было учтено 22 двора, в 1898 — 29.

## Население
Численность населения: 127 человек (1859 год), 8 (русские 100%) в 2002 году, 6 в 2010.